# Alexandre Fillol Heliberto de Costa Torrentó y Domenech
Alexandre Fillol Heliberto de Costa Torrentó y Domenech (Barcelona, 28 de Março de 1825 - Lisboa, 17 de Junho de 1891) foi um engenheiro e ferroviário espanhol.

## Biografia
Alexandre Fillol nasceu em 28 de Março de 1825, em Barcelona, sendo parte de uma antiga família da fidalguia catalã.
Estudou provavelmente numa escola religiosa, uma vez que na altura não existiam liceus, e aos 14 anos matriculou-se na Faculdade de Direito da Universidade de Barcelona, onde travou amizade com o futuro ministro e escritor Víctor Balaguer i Cirera. Porém, pouco tempo depois iniciou-se um levantamento político na Catalunha de índole ultra-progressista, e Fillol, que tinha escrito vários artigos e folhetins nos jornais Porvenir e Constitucional, foi forçado a exilar-se em Perpignan, em França.
Voltou a Barcelona depois de lhe ter sido concedida uma amnistia, mas já não estava interessado nos estudos jurídicos, tendo em vez disso juntado-se ao engenheiro Pedro de Lara, que tinha proposto a construção do primeiro caminho de ferro em Espanha, de Madrid a Aranjuez. No entanto, pouco depois Pedro de Lara abandonou o projecto, passando a concessão ao empresário José de Salamanca y Mayol. Durante este projecto Fillol ganhou experiência prática na área da engenharia, que depois complementou com estudos técnicos, primeiro em Sevilha e depois em Madrid, na Real Academia de Belas-Artes de São Fernando, onde se formou como agrimensor. Depressa se afirmou na sua profissão, tornando-se um especialista em caminhos de ferro, o que chamou a atenção de José de Salamanca, que o levou para Portugal, para trabalhar na construção das linhas do Leste e Norte. Desta forma, Alexandre Fillol faz parte do grupo de técnicos espanhóis empregados por Salamanca, fundador da Companhia Real dos Caminhos de Ferro Portugueses.
Posteriormente também participou na construção da Linha da Beira Baixa, passando depois a engenheiro subchefe dos Serviços de Via e Obras na Companhia Real. Durante a sua permanência em Portugal, ganhou uma reputação de honesto e generoso, tendo ficado na memória de várias povoações, como Mogofores, Arcos de Anadia, Assumar e Portalegre. Em Pombal, Fillol ofereceu um terreno à Câmara Municipal, para a construção de uma escola primária e de um bairro.
Faleceu na cidade de Lisboa em 17 de Junho de 1891, aos 66 anos. Faleceu pobre, sem ter conseguido realizar o seu sonho de construir uma residência permanente em Portugal, que ele considerava como pátria adoptiva.

## Homenagens
Em 5 de Setembro de 1878, o governo português concedeu a Alexandre Fillol o hábito da Ordem de Cristo, e em 13 de Dezembro de 1883 foi homenageado com uma comenda na Ordem de Nossa Senhora da Conceição de Vila Viçosa.